# Stenohya kashmirensis
Espèce
Synonymes
- Levigatocreagris kashmirensis Schawaller, 1988

Stenohya kashmirensis est une espèce de pseudoscorpions de la famille des Neobisiidae.

## Distribution
Cette espèce est endémique du Jammu-et-Cachemire en Inde. Elle se rencontre vers Pahalgam.

## Systématique et taxinomie
Cette espèce a été décrite sous le protonyme Levigatocreagris kashmirensis par Schawaller en 1988. Elle est placée dans le genre Stenohya par Harvey en 1991.

## Étymologie
Son nom d'espèce, composé de kashmir et du suffixe latin -ensis, « qui vit dans, qui habite », lui a été donné en référence au lieu de sa découverte, le Cachemire.

## Publication originale
- Schawaller, 1988 : Neue Pseudoskorpion-Funde aus dem Kashmir-Himalaya (Arachnida: Pseudoscorpiones). Annalen des Naturhistorischen Museums in Wien Serie B Botanik und Zoologie, vol. 90, p. 157-162 (texte intégral).